# Kreis Várpalota
Várpalota (ungarisch Várpalotai járás) ist ein Kreis im Osten des ungarischen Komitats Veszprém. Er grenzt im Süden an den Kreis Balatonalmádi, im Westen an die Kreise Veszprém und Zirc. Im Nordosten bildet der Kreis Mór und im Osten der Kreis Székesfehérvár (beide Komitat Fejér) die Komitatsgrenzen.

## Geschichte
Anfang 2013 wurden im Zuge der ungarischen Verwaltungsreform wurden alle sieben Gemeinden aus dem Kleingebiet Várpalota (ungarisch Várpalotai kistérség) in den gleichnamigen Nachfolgekreis übernommen. Verstärkt wurde der Kreis um eine Gemeinde aus dem Kleingebiet Veszprém.

## Gemeindeübersicht
Der Kreis Várpalota hat eine durchschnittliche Gemeindegröße von 4.553 Einwohnern auf einer Fläche von 36,78 Quadratkilometern. Die Bevölkerungsdichte ist die zweithöchste im Komitat. Der Kreissitz befindet sich in der größten Stadt, Várpalota, nahezu in der Kreismitte gelegen.
| Gemeinden       | Status       | Herkunft Kleingebiet | Einwohnerzahl | Einwohnerzahl | Einwohnerzahl | Fläche (km²) | Bevölkerungs- dichte (Ew./km²) |
| Gemeinden       | Status       | Herkunft Kleingebiet | 01.10.2011    | 01.01.2013    | 01.01.2016    | 01.01.2016   | Bevölkerungs- dichte (Ew./km²) |
| --------------- | ------------ | -------------------- | ------------- | ------------- | ------------- | ------------ | ------------------------------ |
| Berhida         | Stadt        | Várpalota            | 5.839         | 5.917         | 5.785         | 42,72        | 135,4                          |
| Jásd            | Gemeinde     | Várpalota            | 722           | 717           | 700           | 10,28        | 68,1                           |
| Ősi             | Gemeinde     | Várpalota            | 2.067         | 2.065         | 1.984         | 35,86        | 55,3                           |
| Öskü            | Gemeinde     | Várpalota            | 2.254         | 2.230         | 2.195         | 48,30        | 45,4                           |
| Pétfürdő        | Großgemeinde | Várpalota            | 4.768         | 4.775         | 4.752         | 17,32        | 274,4                          |
| Tés             | Gemeinde     | Várpalota            | 844           | 803           | 767           | 49,03        | 15,6                           |
| Várpalota       | Stadt        | Várpalota            | 20.756        | 20.307        | 19.640        | 77,26        | 254,2                          |
| Vilonya         | Gemeinde     | Veszprém             | 632           | 637           | 597           | 13,50        | 44,2                           |
| Kreis Várpalota |              |                      | 37.882        | 37.451        | 36.420        | 294,27       | 123,8                          |

Quellen: PDF- und XLS-Dateien: 
Volkszählung 2011: 
2013: ;
2016: 